# Camponotus strictus
Camponotus strictus är en myrart som först beskrevs av Jerdon 1851.  Camponotus strictus ingår i släktet hästmyror, och familjen myror. Inga underarter finns listade.